# Галац (жудец)
Жуде́ц Гала́ц (рум. Judeţul Galaţi) — румынский жудец в регионе Западная Молдавия.

## География
Жудец занимает территорию в 4466 км².
Граничит с Кагульским районом Молдавии — на востоке, с жудецами Вранча — на западе, Васлуй — на севере, Брэила и Тулча — на юге.

## Население
В 2007 году население жудеца составляло 614 449 человек (в том числе мужское население — 303 795 и женское — 310 654 человек), плотность населения — 137,58 чел./км².
| Год  | Население |
| ---- | --------- |
| 1930 | 324 504   |
| 1948 | 341 797   |
| 1956 | 396 138   |
| 1966 | 474 279   |
| 1977 | 581 561   |
| 1992 | 641 011   |
| 2002 | 619 556   |
| 2007 | 614 449   |
| 2011 | 507 402   |

## Административное деление
В жудеце находятся 2 муниципия, 2 города и 61 коммуна.

### Муниципии
- Галац (Galaţi)
- Текуч (Tecuci)

### Города
- Тыргу-Бужор (Târgu Bujor)
- Берешти (Bereşti)